# Diego Buonanotte
Diego Buonanotte (né le 19 avril 1988 à Teodolina dans la province de Santa Fe en Argentine) est un footballeur argentin.
Il évolue actuellement au poste de milieu offensif-attaquant au CD O'Higgins, au Chili.

## Biographie
Il correspond au profil-type de l'attaquant argentin : petit (1,57 m), rapide et technique, il fait partie, comme Lionel Messi et Sergio Agüero, de ceux que la presse argentine a l'habitude de comparer à Diego Maradona.
Il commence sa carrière à CA River Plate avec une trajectoire fulgurante : une semaine seulement après sa première entrée en jeu, le 7 octobre 2007, il est titularisé pour le derby face à Boca Juniors. C'est CA River Plate qui l'emporte 2-0 avec un bon match de Buonanotte.
International espoir, il est convoqué en 2008 par Sergio Batista pour les Jeux olympiques d'été de 2008 durant lesquels il inscrit un coup franc de toute beauté.
Le 26 décembre 2009, il est hospitalisé à la suite d'un accident de la route dans lequel trois passagers du véhicule conduit par le footballeur trouvent la mort. Buonanotte se fracture la clavicule et a un poumon perforé à la suite de cet accident de la route (il sortait d'une discothèque près de sa ville natale de Téodolina et avait pris la route sous une pluie torrentielle quand sa voiture heurta un arbre, le joueur âgé de 22 ans n’était pas en état d’ivresse lors des faits, mais les expertises effectuées ont montré qu’il conduisait à grande vitesse).
Le 22 janvier 2011, Diego Buonanotte s'engage avec Málaga pour cinq saisons. L'attaquant de River Plate, 22 ans, ne débutera toutefois en Liga qu'à l'été 2011, lequel est immédiatement prêté à son désormais ancien club pour les six derniers mois du championnat argentin. Si le montant du transfert n'a pas été dévoilé (on parle de 4 millions d'euros), la clause libératoire est évaluée à 25 millions d'euros.
Il inscrivit un doublé le 8 janvier 2013 en Coupe de Roi face à Eibar et 5 jours plus tard, inscrira un coup-franc face au FC Barcelone.
Fin janvier 2013, il signe en faveur du Grenade CF un contrat de quatre ans.

## Palmarès

### En club
- Champion d'Argentine en 2008 (tournoi de clôture)

### En sélection
- Médaille d'or aux Jeux olympiques d'été de 2008
- 3e place au Festival Espoir de Toulon en 2009
- Meilleur joueur et meilleur buteur du Festival Espoir de Toulon en 2009 (4 buts inscrits)